# Loireauxence
Pour les articles homonymes, voir Loire (homonymie) et Auxence.
Loireauxence [lwaʁoksɑ̃s] est, depuis le 1er janvier 2016, une commune nouvelle française née de la fusion des communes de Belligné, La Chapelle-Saint-Sauveur, La Rouxière et Varades dans le département de la Loire-Atlantique, en région Pays de la Loire.
Cette commune fait partie de la Bretagne historique, située dans le pays d'Ancenis, lui même faisant partie du Pays Nantais, un des pays traditionnels de Bretagne.

## Géographie
Durant toute l'année 2017 la commune nouvelle de Loireauxence avec une superficie de 118,28 km2, était la plus vaste commune du département. Elle fut dépossédée de ce titre le 1er janvier 2018 lors de la création de la commune de Vallons-de-l'Erdre. Son chef-lieu est situé dans la commune déléguée de Varades.
| Vallons-de-l'Erdre              |                        | Val d'Erdre-Auxence                                      |
| La Roche-Blanche Vair-sur-Loire | Loireauxence           | Saint-Sigismond Montrelais Ingrandes-Le Fresne sur Loire |
|                                 | Loire Mauges-sur-Loire |                                                          |

### Géologie
La commune repose sur le bassin houiller de Basse Loire.

### Climat
Pour des articles plus généraux, voir Climat des Pays de la Loire et Climat de la Loire-Atlantique.
En 2010, le climat de la commune est de type climat océanique altéré, selon une étude du CNRS s'appuyant sur une série de données couvrant la période 1971-2000. En 2020, Météo-France publie une typologie des climats de la France métropolitaine dans laquelle la commune est exposée à un climat océanique et est dans la région climatique  Bretagne orientale et méridionale, Pays nantais, Vendée, caractérisée par une faible pluviométrie en été et une bonne insolation. 
Pour la période 1971-2000, la température annuelle moyenne est de 11,9 °C, avec une amplitude thermique annuelle de 14,2 °C. Le cumul annuel moyen de précipitations est de 718 mm, avec 11,9 jours de précipitations en janvier et 6 jours en juillet. Pour la période 1991-2020, la température moyenne annuelle observée sur la station météorologique de Météo-France la plus proche, sur la commune d'Angrie à 21 km à vol d'oiseau, est de 12,3 °C et le cumul annuel moyen de précipitations est de 710,5 mm,. Pour l'avenir, les paramètres climatiques de la commune estimés pour 2050 selon différents scénarios d'émission de gaz à effet de serre sont consultables sur un site dédié publié par Météo-France en novembre 2022.

## Urbanisme

### Typologie
Au 1er janvier 2024, Loireauxence est catégorisée commune rurale à habitat dispersé, selon la nouvelle grille communale de densité à sept niveaux définie par l'Insee en 2022.
Elle appartient à l'unité urbaine de Loireauxence, une unité urbaine monocommunale constituant une ville isolée,. Par ailleurs la commune fait partie de l'aire d'attraction d'Ancenis-Saint-Géréon, dont elle est une commune de la couronne,. Cette aire, qui regroupe 12 communes, est catégorisée dans les aires de 50 000 à moins de 200 000 habitants,.

## Toponymie
Le toponyme est une combinaison du nom des deux cours d'eau qui baignent le territoire de la commune : la Loire et l'un de ses sous-affluents l'Auxence.
La forme en gallo proposée en 2021 par l'Institut de la langue gallèse est Loueraossence, prononcée [lweʁaʊsɑ̃ːs][réf. nécessaire].
La forme bretonne actuelle proposée par l'Office public de la langue bretonne est Ligeraosant .

## Histoire
La commune de Loireauxence est née le 1er janvier 2016, du rapprochement de Belligné, La Chapelle-Saint-Sauveur, La Rouxière et Varades, sous le régime de la commune nouvelle. Ces dernières devenues, à cette date, des communes déléguées de la nouvelle collectivité, conformément aux souhaits des conseils municipaux respectifs, émis les 21 et 30 novembre 2015 (Montrelais qui était associé à cette réflexion n'avait pas souhaité poursuivre le processus lors d'un vote du conseil municipal le 22 octobre), décision entérinée arrêté préfectoral du 18 décembre 2015.

## Politique et administration
Selon l'arrêté préfectoral du 18 décembre 2015, le chef-lieu de la commune nouvelle est fixé à la mairie de Varades.

### Liste des maires
| Période         | Période                        | Identité                       | Étiquette | Qualité |
| --------------- | ------------------------------ | ------------------------------ | --------- | --- |
| 12 janvier 2016 | 28 mai 2020                    | Claude Gautier                 | DVD       | Agriculteur Conseiller départemental d'Ancenis (2015 → 2021) Ancien maire de Varades (2014 → 2015) |
| 28 mai 2020     | 23 juin 2025,                  | Christine Blanchet-Chevrollier | SE-DVG    | Ingénieure divisionnaire de l'agriculture et de l'environnement Adjointe au maire (2016 → 2020) Vice-présidente de la CC du Pays d'Ancenis (2020 → 2025) Suppléante du député Jean-Claude Raux (2024 → ) Ancienne maire de La Chapelle-Saint-Sauveur (2014 → 2015) Démissionnaire pour raisons professionnelles |
| 30 juin 2025    | En cours (au 1er juillet 2025) | Philippe Jourdon               | SE        | Ingénieur en électronique retraité Premier adjoint au maire (2020 → 2025) Vice-président de la CC du Pays d'Ancenis Maire délégué de Varades (2020 → 2025) |

### Communes déléguées
| Nom                       | Code Insee | Intercommunalité     | Superficie (km2) | Population (dernière pop. légale) | Densité (hab./km2) |
| ------------------------- | ---------- | -------------------- | ---------------- | --------------------------------- | ------------------ |
| Varades (siège)           | 44213      | CC du Pays d'Ancenis | 45,82            | 3 605 (2013)                      | 79                 |
| Belligné                  | 44011      | CC du Pays d'Ancenis | 32,80            | 1 814 (2013)                      | 55                 |
| La Chapelle-Saint-Sauveur | 44034      | CC du Pays d'Ancenis | 18,70            | 804 (2013)                        | 43                 |
| La Rouxière               | 44147      | CC du Pays d'Ancenis | 20,96            | 1 087 (2013)                      | 52                 |

### Intercommunalité
Loireauxence est membre de la Communauté de communes du Pays d'Ancenis.

## Démographie

### Évolution démographique
L'évolution du nombre d'habitants est connue à travers les recensements de la population effectués dans la commune depuis sa création.

En 2022, la commune comptait 7 509 habitants, en évolution de −0,41 % par rapport à 2016 (Loire-Atlantique : +6,68 %, France hors Mayotte : +2,11 %).
| 2014  | 2019  | 2022  |
| ----- | ----- | ----- |
| 7 406 | 7 480 | 7 509 |

## Culture locale et patrimoine

### Lieux et monuments

Les églises.
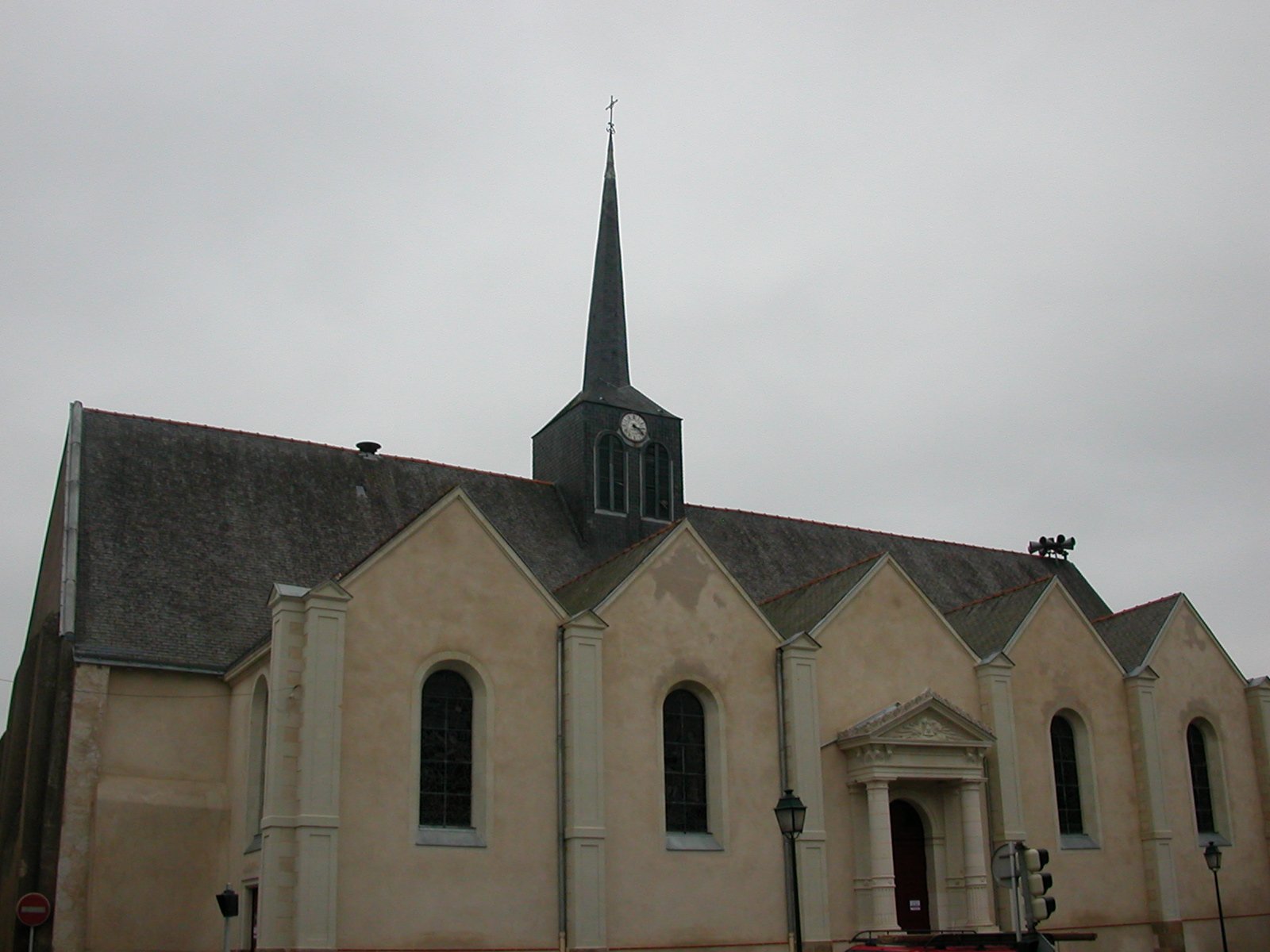
L'église de Varades.
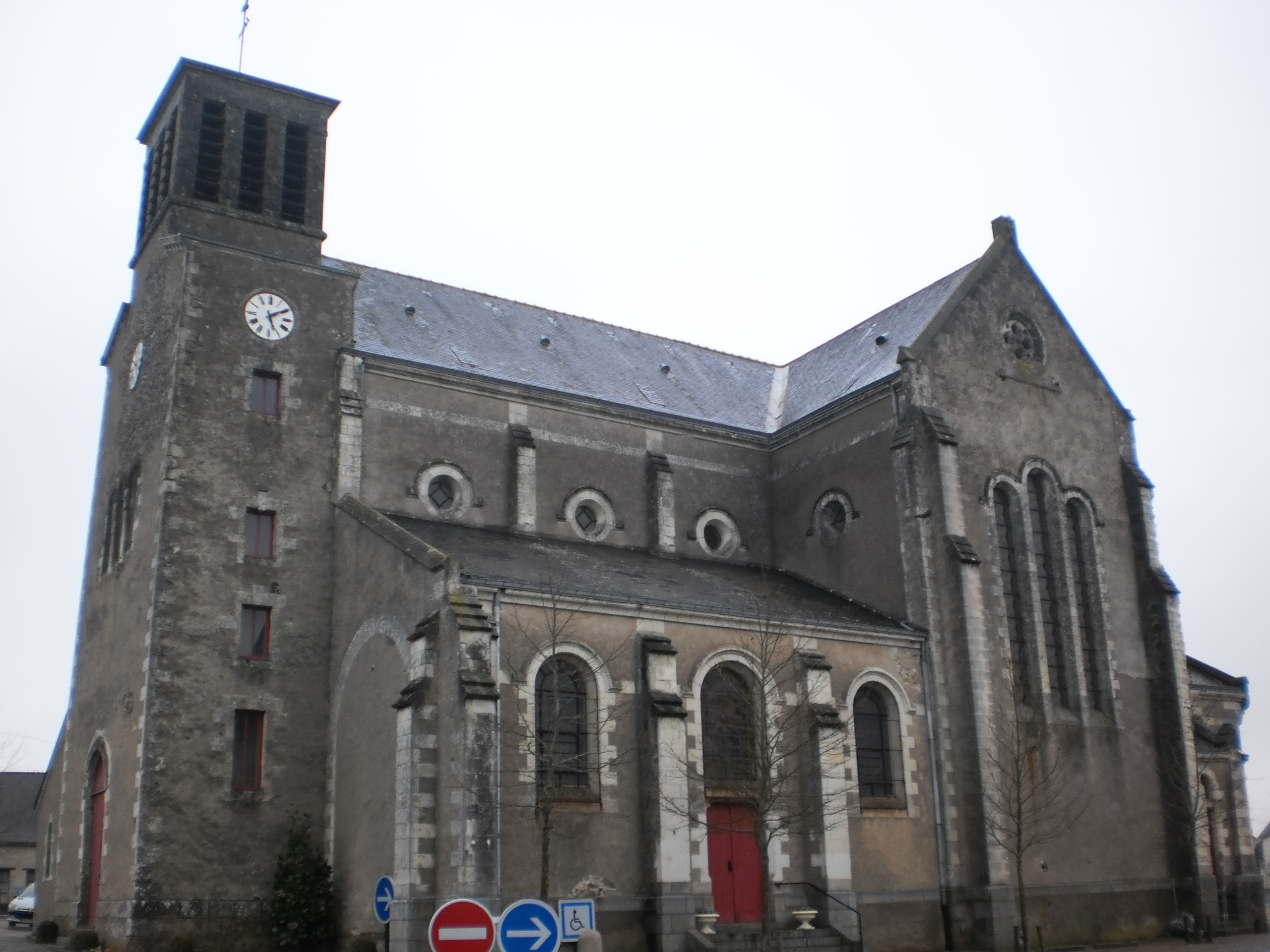
L'église de La Chapelle-Saint-Sauveur.
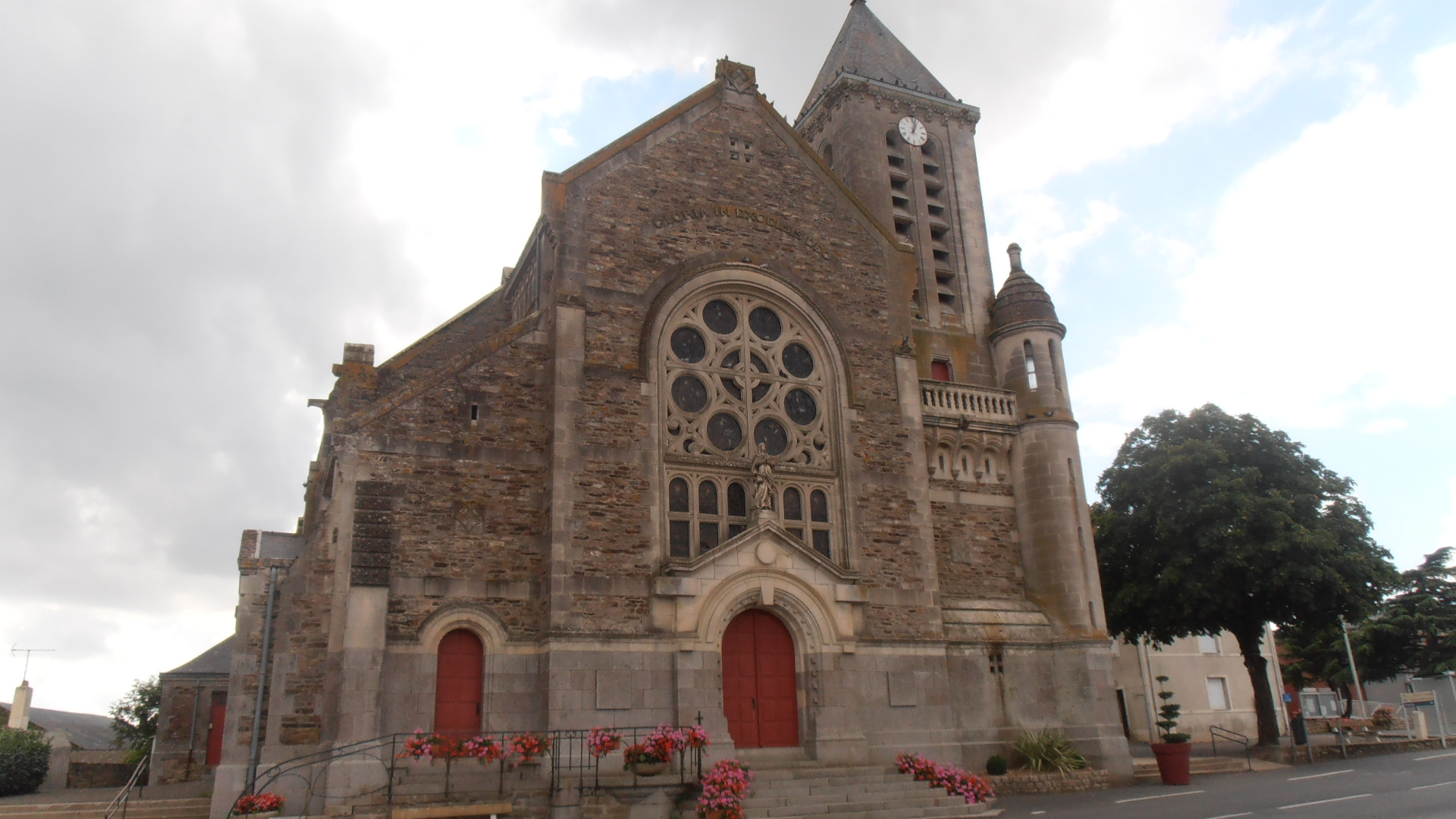
L'église de Saint-Martin.
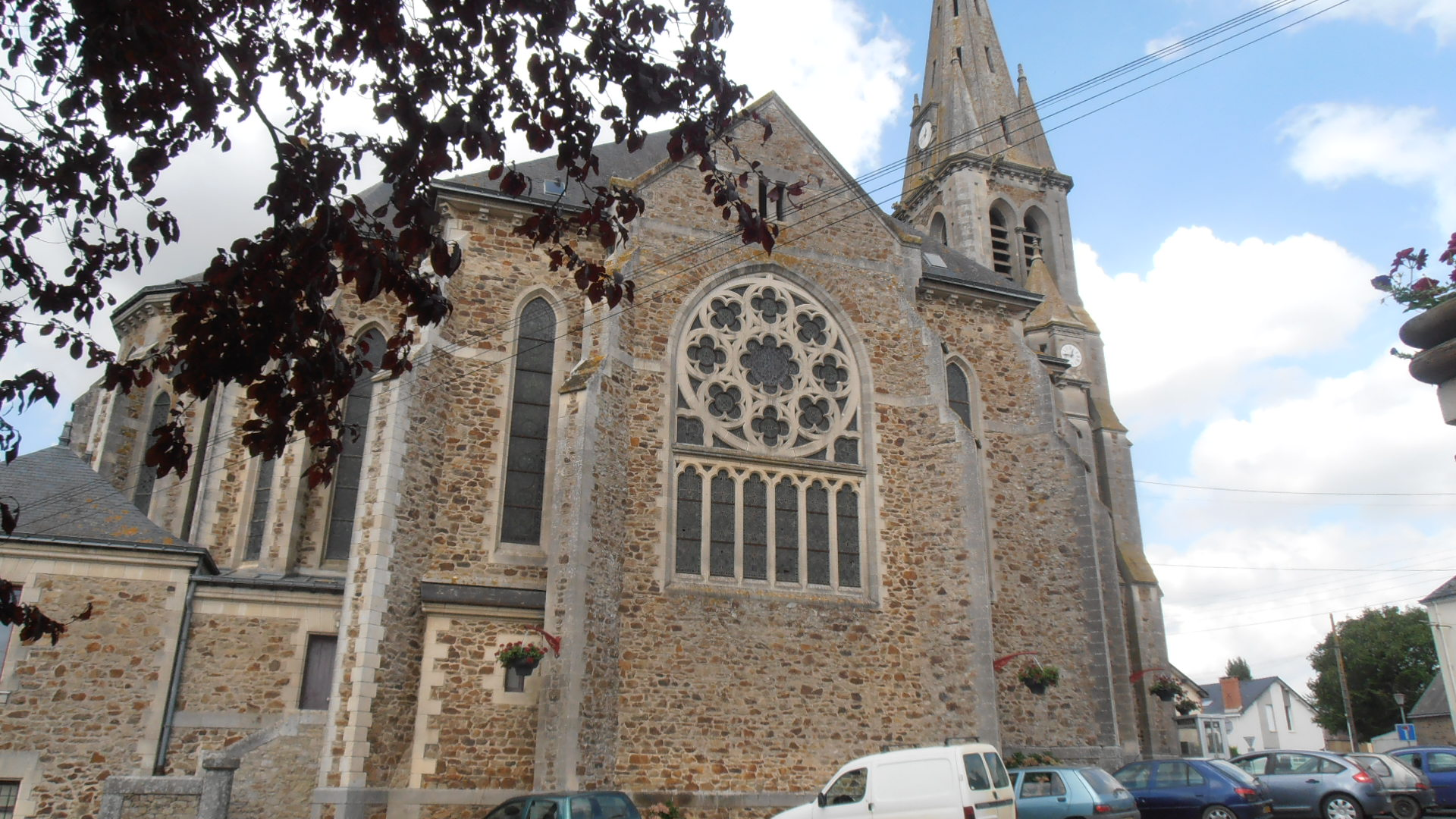
L'église de la Rouxière.

L'ancienne mine à la Gautellerie (La Rouxière),,.

Vestiges de la mine de la Gautellerie.
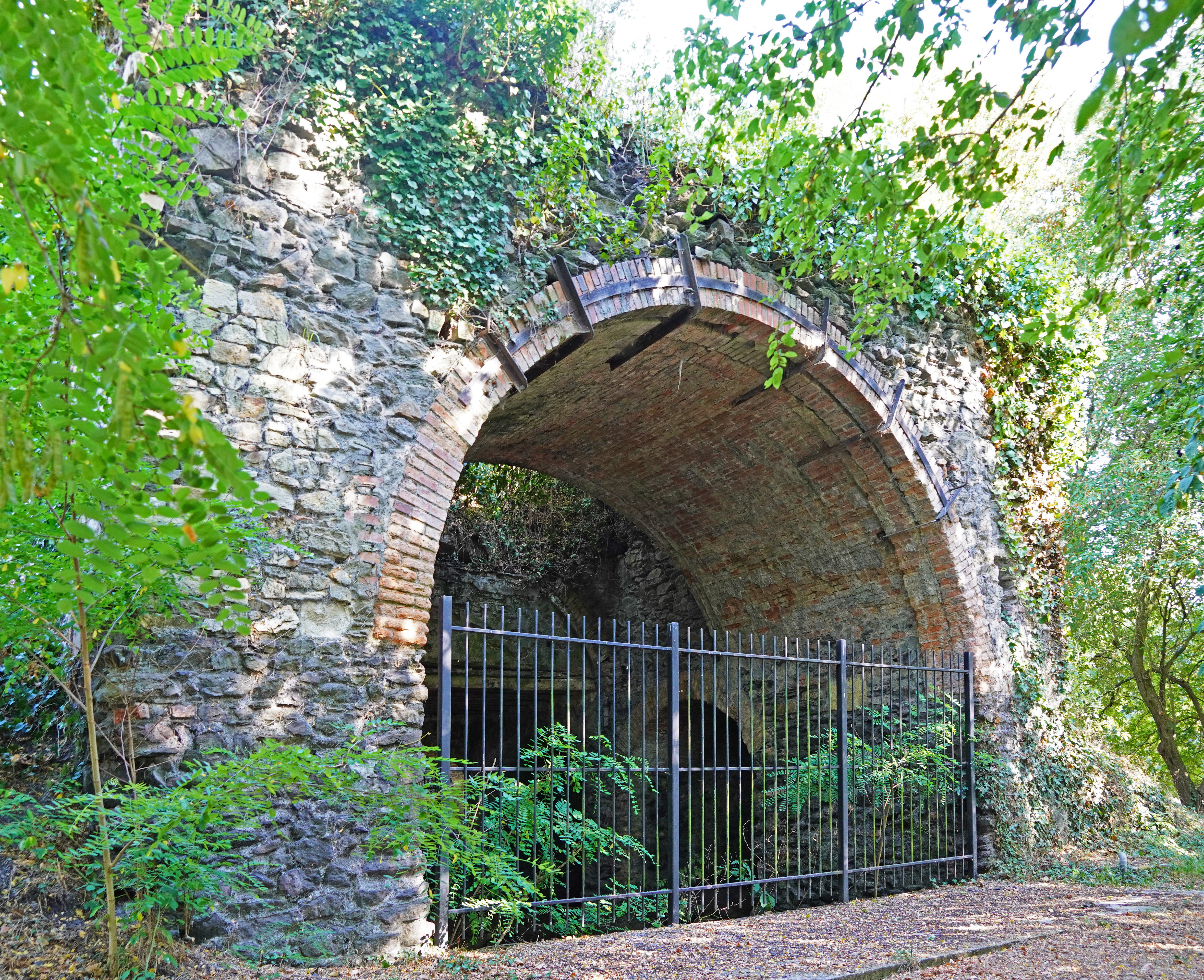
Bâtiment de recette.
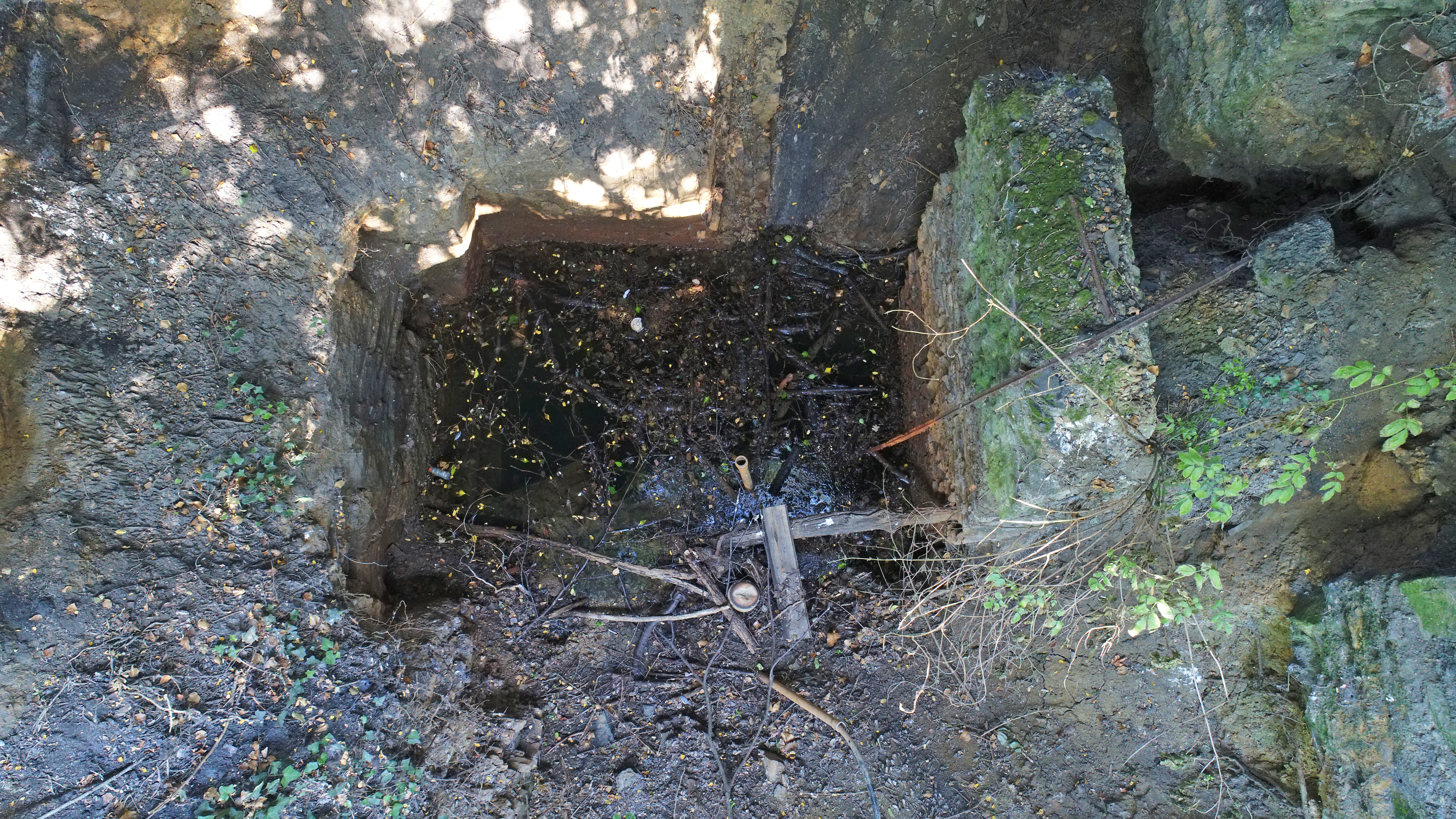
Puits de mine.
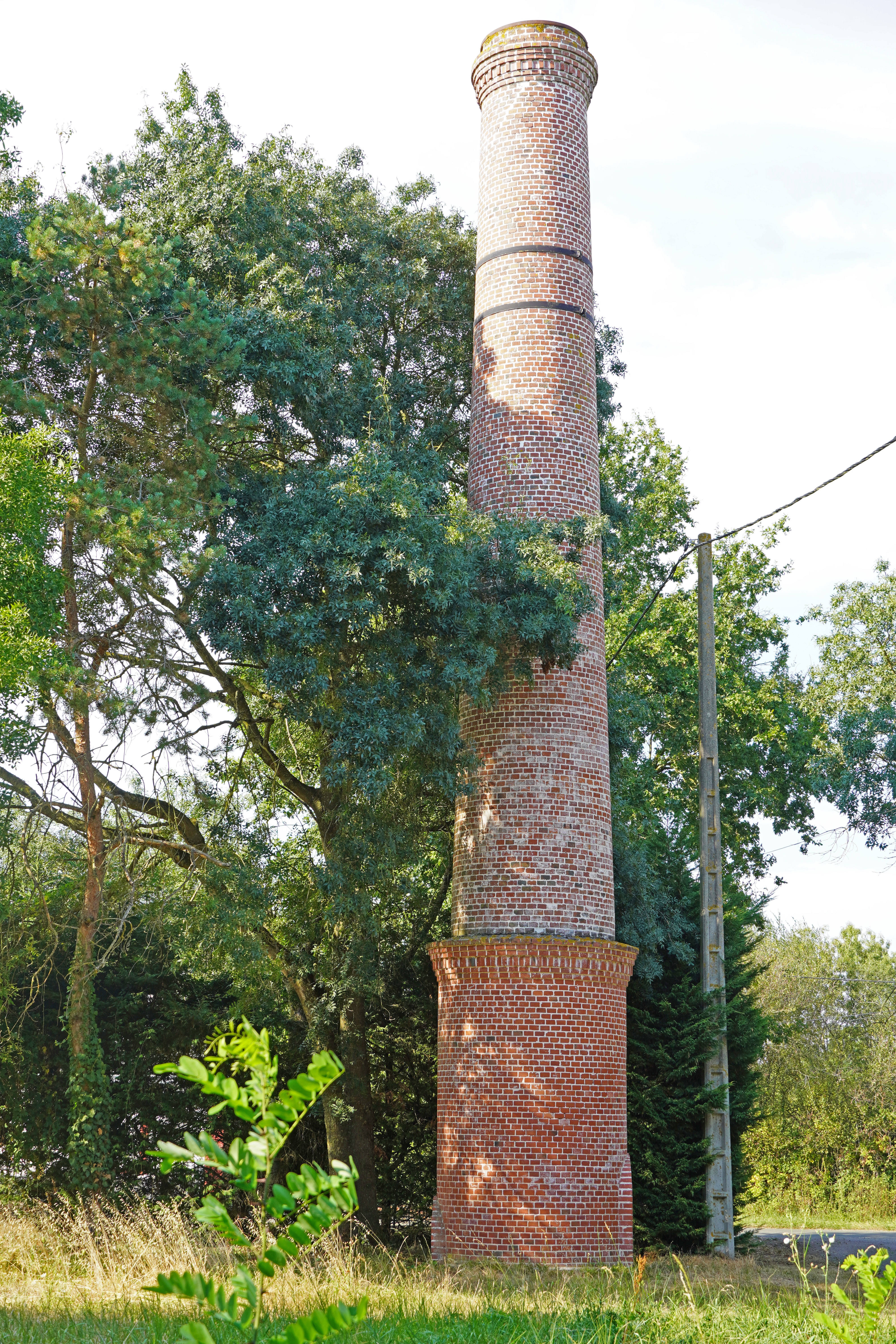
Cheminée.